# Decentralizacja

Graficzne przedstawienie scentralizowanej i zdecentralizowanej struktury władzy publicznej

Decentralizacja – ustawowe, trwałe, chronione prawem przekazywanie organom decentralizowanej władzy publicznej (gminom, powiatom, województwom) zadań, kompetencji, środków i odpowiedzialności, w które do tej pory były wyposażone organy władzy centralnej.
- Przyczyna – liczba zadań, ich zróżnicowanie i charakter, zapewnienie udziału obywateli, lepsze wykonanie zadań przez struktury stykające się z nim bezpośrednio.
- Cel – identyfikacja i organizowanie zaspokojenia zbiorowych potrzeb miejscowej ludności (sprawowanie władzy musi spoczywać na władzach najbliższych obywatelom).
- Wyodrębnienie niezależnych i względnie samodzielnych podmiotów, które nie są podporządkowane hierarchicznie organom występującym na wyższych szczeblach.

Decentralizacja władzy publicznej to przeniesienie części uprawnień i odpowiedzialności władzy publicznej z organów władzy państwowej na organy władzy samorządowej możliwie najniższego szczebla.
Zakres decentralizacji określają przepisy prawne, które stwarzają zarazem gwarancję jej nienaruszalności. Strefa niezależności może obejmować całą działalność albo pewne jej dziedziny Rozróżnia się decentralizację terytorialną (gdy np. organ terenowy podejmuje decyzję w sprawach dotyczących terenu objętego działalnością organu) i decentralizację rzeczową (gdy np. organizacja społeczna przejmuje zespół spraw w skali całego państwa). Działalność zdecentralizowana pozostaje pod nadzorem organów zwierzchnich, który polega na sprawdzeniu jej zgodności z prawem lub polityką państwa.
Przykładami zdecentralizowanych państw są Szwajcaria, Austria, Belgia, Niemcy, Hiszpania, Włochy.

## Decentralizacja władzy publicznej w Polsce
Decentralizacja władzy publicznej jest zasadą prawną wyrażoną w art. 15 Konstytucji Rzeczypospolitej Polskiej. Granicę zasady decentralizacji wyznacza określona w art. 3 Konstytucji zasada jednolitości państwa. Jednolitość terytorialna oraz ustrojowa Polski wyklucza m.in. federacyjny ustrój państwa i autonomie terytorialne.
W praktyce trudno wskazać przykłady realizacji tej zasady w Polsce. Regiony w Polsce uprawnione są do stosowania prawa i innych aktów prawa regionalnego w ramach obowiązującej legislacji krajowej. Przykładami decentralizacji była reforma służby zdrowia wchodząca w skład programu czterech reform rządu Jerzego Buzka oraz utworzenie trzema ustawami z 1990 i 1998 trójszczeblowego samorządu terytorialnego, który jednak w znacznej mierze uzależniony jest od centralnej polityki krajowej.
Polskie doświadczenia wykorzystywane były m.in. w trakcie realizacji reformy decentralizacyjnej na Ukrainie.

## Decentralizacja w zarządzaniu
Pojęcie to jest również stosowane w zarządzaniu, w odniesieniu do zdecentralizowania procesu podejmowania decyzji (zgodnie z zasadą, że uprawnienia decyzyjne powinny być umieszczanie jak najbliżej miejsca, gdzie znajdują się potrzebne informacje).